# الطب النفسي تحت السيطرة
الطب النفسي تحت السيطرة: الفساد المؤسسي والضرر الاجتماعي ووصفات الإصلاح هو كتاب صدر عام 2015 من تأليف روبرت ويتاكر وليزا كوسجروف. يناقش الكتاب استخدام الأدوية النفسية في الولايات المتحدة وينتقد تأثير صناعة الأدوية على مجال الطب النفسي.      